# Светлый Колодец
Светлый Колодец — упразднённый хутор в Агаповском районе Челябинской области. На момент упразднения входил в состав Первомайского сельсовета. Исключен из учётных данных в 1983 г.

## География
Располагался в центре района, в истоке реки Солодянка, в 6 км (по прямой) к северо-западу от посёлка Магнитный.

## История
По данным на 1970 год хутор Светлый Колодец входил в состав Первомайского сельсовета и являлся бригадой 2-го отделения совхоза «Первомайский».
Исключен из учётных данных решением Челябинского облисполкома от 10 апреля 1984 года № 125.

## Население
| 1970 | 1977 | 1983 |
| ---- | ---- | ---- |
| 15   | ↗18  | ↘3   |